# 가네코촌 (니가타현)
가네코촌(金子村)은 니가타현 미나미칸바라군에 설치되었던 촌이다.